# 拉合错尼
拉合错尼是一个位于中国四川省理塘县的湖泊，面积约为8平方千米，平均水深约为2米。